# Doom (datorspel, 2016)
Doom (stiliserat som DOOM) är ett datorspel i genren förstapersonsskjutare utvecklat av id Software och utgivet av Bethesda Softworks. Det är en omstart av Doom-serien, det fjärde spelet i huvudserien och det första stora spelet sedan lanseringen av Doom 3 under 2004. Spelet släpptes över hela världen till Microsoft Windows, Playstation 4 och Xbox One den 13 maj 2016. Spelet drivs av spelmotorn id Tech 6. November 2017 släpptes spelet till Nintendo Switch.
Spelet spelas helt från ett förstapersonsperspektiv, där spelaren tar rollen som en icke-namngiven marinsoldat när denne kämpar mot demoniska varelser från helvetet som har släppts lös av Union Aerospace Corporation på den koloniserade planeten Mars. Spelupplägget återvänder till en snabbare takt med öppnare nivåer, i samma stil som de två första spelen i serien snarare än det långsammare survival horror-tillvägagångssättet i Doom 3. Den innehåller även karaktärsuppgraderingar och förmågan att utföra avrättningar på fiender kända som "glory kills". Spelet stödjer också ett flerspelarläge och en baneditor vid namn "SnapMap", båda utvecklade i samarbete med id Software av Certain Affinity och Escalation Studios.
Doom tillkännagavs ursprungligen som Doom 4 under 2008, och genomgick en omfattande utvecklingscykel med olika strukturer och designer innan det omstartades under 2011 och avslöjades enbart som Doom under 2014. Den gamla versionen av spelet beskrevs som "Call of Doom", medan den nya versionen inspirerades av rock'n'roll. Spelet testades både av personer som förhandsbokade Wolfenstein: The New Order, ett annat Bethesda-spel, och för allmänheten. Mick Gordon komponerade spelets musik.
Trots att Doom fick ett negativt mottagande under betaperioden fick spelet ett väldigt positivt mottagande från både recensenter och spelare. Det fick beröm för dess enspelarkampanj, grafik och spelupplägg, medan flerspelarläget drog mest kritik. Spelet rankades som det näst bästsäljande datorspelet i Storbritannien och USA under sin första vecka respektive månad  på marknaden och såldes i över 500 000 exemplar till Microsoft Windows-datorer i slutet av maj 2016.